# Roseville (Minnesota)
Roseville é uma cidade localizada no estado americano de Minnesota, no Condado de Ramsey.

## Demografia
Segundo o censo americano de 2000, a sua população era de 33.690 habitantes.
Em 2006, foi estimada uma população de 31.909, um decréscimo de 1781 (-5.3%).

## Geografia
De acordo com o United States Census Bureau tem uma área de
35,8 km², dos quais 34,3 km² cobertos por terra e 1,5 km² cobertos por água.

## Localidades na vizinhança
O diagrama seguinte representa as localidades num raio de 8 km ao redor de Roseville.